# Саак Севада
Саак Севада (годы рож. и см. неизв.) — армянский князь Гардмана начала X века. Сын Григор-Амама, внук Атрнерсеха. Владения охватывали Парисос (север Арцаха), армянонаселенную часть Утика — Гардман и область Дзорагет на востоке Гугарка. Вместе с царем Армении Ашотом II () способствовал усилению армянской централизованной государственности, победил восстание Мовсеса Утеаци.
Одна дочь (безымянная в источниках) стала женой царя Ашота, царицей Армении. Другая дочь Шаандухт была женой сюникского князя Смбата (в дальнейшем сюникский царь Смбат I). В период ухудшения отношении между Ашотом II и сюникским царем Смбатом, Саак Севада перешёл в сторону последнего. Во время сражения Саак Севада был поражен и пленен Ашотом II. Саак Севада и его сын Григор были ослеплены. Его правнук (по другой версии — его сын) Ованес-Сенекерим стал властителем Парисоса, основав Парисоское княжество.
Известно, что сын Саака Григор был ослеплен в 923 году, однако успел оставить наследников: Севаду Ишханануна и Атрнерсеhа. В результате царский титул перешёл к сыну Севады Ишханануна, Ованесу-Сенекериму, а затем к брату последнего — Григору, который царствовал до 1003 года.
Исторические события связанные с именем Ашота II и Саака Севады отражены в романе Мурацана «Геворг Марзпетуни» (1896).